# Amoco
Amoco eller The American Oil Company (även känd som Standard Oil of Indiana), var en världsomspännande oljekoncern grundad i Baltimore 1910. Amoco gick 1998 samman med BP. Efter hand försvann Amoco som varumärke till förmån för BP och återfinns idag bara på enstaka produkter i koncernen med namnet Amoco.